# Турция на зимних Олимпийских играх 2010
Турция на зимних Олимпийских играх 2010 была представлена пятью спортсменов в двух видах спорта.

## Результаты соревнований

### Лыжные виды спорта

#### Горнолыжный спорт
Мужчины
| Соревнование      | Спортсмены       | 1 спуск | 2 спуск | Всего | Место |
| ----------------- | ---------------- | ------- | ------- | ----- | ----- |
| Гигантский слалом | Эрдинч Тюрксевер | DNF     | —       | —     | —     |
| Слалом            | Эрдинч Тюрксевер | DNF     | —       | —     | —     |

Женщины
| Соревнование      | Спортсмены    | 1 спуск | 2 спуск | Всего   | Место |
| ----------------- | ------------- | ------- | ------- | ------- | ----- |
| Гигантский слалом | Туба Дашдемир | 1:28,37 | 1:25,10 | 2:53,47 | 56    |
| Слалом            | Туба Дашдемир | DNF     | —       | —       | —     |

#### Лыжные гонки
Мужчины
Дистанция
| Соревнование           | Спортсмен         | Результат | Место |
| ---------------------- | ----------------- | --------- | ----- |
| 15 км свободным стилем | Себахаттин Оглаго | 39:03,0   | 77    |

Женщины
Дистанция
| Соревнование           | Спортсмены      | Результат | Место |
| ---------------------- | --------------- | --------- | ----- |
| 10 км свободным стилем | Келиме Четинкая | 30:48,0   | 68    |
| Гонка преследования    | Келиме Четинкая | 48:46,0   | 60    |

Спринт
| Соревнование | Спортсмены      | Квалификация | Квалификация | Четвертьфинал | Четвертьфинал | Полуфинал | Полуфинал | Финал     | Финал     |
| Соревнование | Спортсмены      | Результат    | Место        | Результат     | Место         | Результат | Место     | Результат | Место     |
| ------------ | --------------- | ------------ | ------------ | ------------- | ------------- | --------- | --------- | --------- | --------- |
| Спринт       | Келиме Четинкая | 4:22,32      | 53           | не прошла     | не прошла     | не прошла | не прошла | не прошла | не прошла |

### Фигурное катание
| Соревнование              | Спортсмены     | Короткая программа | Короткая программа | Произвольная программа | Произвольная программа | Всего     | Всего |
| Соревнование              | Спортсмены     | Результат          | Место              | Результат              | Место                  | Результат | Место |
| ------------------------- | -------------- | ------------------ | ------------------ | ---------------------- | ---------------------- | --------- | ----- |
| Женское одиночное катание | Туба Карадемир | 50,74              | 21                 | 78,80                  | 24                     | 129,54    | 24    |